# تيكس جونز
تيكس جونز (بالإنجليزية: Tex Jones)‏ هو لاعب كرة قاعدة أمريكي، ولد في 4 أغسطس 1885 في ماريون في الولايات المتحدة، وتوفي في 4 أغسطس 1995 في ويتشيتا في الولايات المتحدة.

## وصلات خارجية
- تيكس جونز على موقعبيزبول رفرنس.كوم (الدوري الرئيسي) (الإنجليزية)
- تيكس جونز على موقعبيزبول رفرنس.كوم (الدوري الثانوي) (الإنجليزية)